# Budynek Domar w Poznaniu
Budynek Domar – obiekt handlowo-biurowy zlokalizowany w Poznaniu przy ul. 27 Grudnia 17/19, w ścisłym centrum miasta. Wraz z Okrąglakiem, delikatesami Kasia i Domem Książki tworzy modernistyczną oprawę skrzyżowania ulic Gwarnej, Mielżyńskiego, 27 Grudnia i okolic. Był jednym z pierwszych gmachów łamiących dyktat socrealizmu w mieście (prym wiódł tu budynek Marago).

## Charakterystyka
Domar zaprojektowano w 1959, a wzniesiono w 1963 według koncepcji Kazimierza Waniorka z Wojewódzkiego Biura Projektów, w miejscu dwóch zniszczonych parterowych kamienic. Pierwotnie przeznaczony był dla przedsiębiorstwa krawiecko-kuśnierskiego z pracowniami u góry i Domem Mody Roksana na parterze. Według Jarosława Trybusia, znawcy poznańskiego modernizmu, gmach posiada doskonałe proporcje, tym trudniejsze do uzyskania, że stanowi plombę - zawsze duże wyzwanie dla architektury modernistycznej. Spełnia w zasadzie większość zasad postulowanych przez Le Corbusiera. Charakterystyczną i niepowtarzalną cechą obiektu jest szósta kondygnacja - wycofana i przykryta daszkiem z okrągłymi otworami. Ten sposób rozwiązania fasady nawiązuje do Museum of Modern Art w Nowym Jorku z 1939 (Trybuś nazywa go nawet Nowojorczykiem, który właśnie wylądował na poznańskiej ulicy, nawiązując do kontekstu starej zabudowy traktu). 
Od 1994 do 30 listopada 2017 w części parterowej budynku funkcjonowała najstarsza w Poznaniu restauracja McDonald’s.